# Bengt Samuelsson
Bengt Ingemar Samuelsson (Halmstad, 1934. május 21. – 2024. július 5.) svéd biokémikus. 1982-ben Sune Bergströmmel és John Robert Vane-nel közösen elnyerte az orvostudományi Nobel-díjat a prosztaglandinok szerkezetének és bioszintézisének felderítéséért.

## Tanulmányai
Anders Samuelsson és Kristina Nilsson gyermekeként született. A középiskola elvégzése után a Lundi Egyetem orvosi szakára iratkozott be, ahol még diákként csatlakozott Sune Bergström biokémiai laboratóriumához, aki az élettani kémia professzora volt és akkor elsősorban az 1930-as években felfedezett prosztaglandinok izolálásával és kémiai-biológiai jellemzésével foglalkozott. 
1958-ban Bergström a stockholmi Karolinska Intézetben lett kémiaprofesszor, ahová Samuelsson is követte és 1960-ban MSc, egy évvel később pedig orvosdoktori fokozatot szerzett. A Karolinska Intézetben Bergström mellett folytatta a munkát egyetemi adjunktusként. 1961-ben ösztöndíjjal egy évet a Harvard Egyetemen töltött, majd visszatért Bergström laboratóriumába, ahol egészen 1966-ig maradt.

## Munkássága

a prosztaglandin F2α szerkezete

Kutatási tevékenysége elsősorban a prosztaglandinok szerkezetének megfejtésére irányultak. A prosztaglandinok egy hormonszerű vegyületcsoport, amelyek az egész szervezetben képződnek, de felfedezésükkor úgy gondolták, hogy a prosztata termeli őket. Szerteágazó hatásaik vannak, a simaizmok összehúzódását vagy elernyedését okozzák, segítik a szervezet védekező mechanizmusait betegségek, fertőzések, fájdalom vagy stressz esetén. Bergström és Samuelsson felfedezte, hogy a prosztaglandinok bioszintézisében nagy szerepet játszik egy gyakori előfordulású telítetlen zsírsav, az arachidonsav; ennek alapján pedig kidolgozták a kémiai szintézis útját. Samuelsson jött rá, hogy az arachidonsav az általa endoperoxidoknak nevezett vegyületekké alakulva képezi végül a prosztaglandinokat.
Samuelsson 1967-ben a stockholmi Királyi Állatorvosi Főiskola tanára lett, de 1972-ben visszatért a Karolinska Intézetbe mint az orvostudomány és az élettani kémia professzora. 1973–1983 között ő volt az élettani kémia tanszék vezetője, 1978–1983 között pedig az orvosi kar dékánja. 1976-tól egy évig a Harvard Egyetemen és az MIT-n volt vendégprofesszor. 1983 és 1995 között ő töltötte be a Karolinska Intézet rektori posztját.
Önálló kutatásai során 1973-ban felfedezte a véralvadásban részt vevő prosztaglandinokat és tromboxánoknak nevezte el őket. Ő írta le a fehérvérsejtek által termelt leukotriéneket, amelyek az asztmás és anafilaxiás folyamatokban játszanak szerepet. Samuelsson és Bergström kutatásai nyomán megindult a prosztaglandinok klinikai alkalmazása az asztma, ízületi gyulladások, fekélyek, érrendszeri és nőgyógyászati problémák, menstruációs görcsök esetén és méhösszehúzó hatásukat használják fel a művi abortusz esetén is. 

## Elismerései
Bengt Samuelsson, Sune Bergström és a brit John Robert Vane 1982-ben elnyerte az orvostudományi Nobel-díjat a prosztaglandinok kutatásában elért eredményeikért. Samuelsson ezenkívül számos tudományos díjat kapott:
- 1968 a Svéd Orvosi Társaság jubiluemi díja
- 1970 az Oslói Egyetem Anders Jahres-díja
- 1975 a Columbia Egyetem Louisa Gross Horwitz-díja
- 1977 Albert Lasker-díj az orvostudományi alapkutatásért
- 1980 Ciba Geigy Drew-díj
- 1981 a bostoni Brandeis Egyetem Lewis S. Rosenstiel-díja
- 1981 A Gairdner Alapítvány díja
- 1981 a német Heinrich Wieland-díj
- 1982 a Svéd Kémiai Társaság Bror Holmberg-érme
- 1982 a kaliforniai Waterford Orvostudományi Díj
- 1982 a Nemzetközi Allergológiai és Klinikai Immunológiai Társaság díja

## Családja
Bengt Samuelsson egyetemista korában ismerkedett meg leendő feleségével, Karin Bergsteinnel. Egy fiuk (Bo) és két lányuk (Elisabet és Astrid) született.